# Tabuelan
Tabuelan là một đô thị hạng 5 ở tỉnh Cebu, Philippines. Theo điều tra dân số năm 2007, đô thị này có dân số 21.421 người.

## Các đơn vị dân cư
Tabuelan được chia thành 12 khu dân cư (khu phố) (barangay).
- Bongon
- Kanlim-ao
- Kanluhangon
- Kantubaon
- Dalid
- Mabunao
- Maravilla
- Olivo
- Poblacion
- Tabunok
- Tigbawan
- Villahermosa